# Robert Solow
Robert Merton Solow (n. 23 august 1924, New York City, New York, SUA – d. 21 decembrie 2023, Lexington, Massachusetts, SUA) a fost un economist american, laureat al Premiului Nobel pentru științe economice (1987).